# Indolpium thevetium
Indolpium thevetium är en spindeldjursart som beskrevs av E.N. Murthy och Taracad Narayanan Ananthakrishnan 1977. Indolpium thevetium ingår i släktet Indolpium och familjen Olpiidae. Inga underarter finns listade i Catalogue of Life.